# Claustrophobie
 Mise en garde médicale
La claustrophobie est la peur des espaces confinés, des lieux clos, des petites pièces et de l'enfermement. Elle est classifiée en tant que trouble anxieux et peut causer une crise de panique.

## Historique
Ce terme forgé par le docteur Andrea Verga, de Milan, à partir du latin claustra, « fermeture, clôture » et du grec φόβος, phóbos, « la peur », a été introduit et popularisé en France par le professeur Benjamin Ball, dans un mémoire intitulé De la claustrophobie, lu en 1879 à la Société Médico-psychologique.

## Épidémiologie
Une étude indique que 5–7 % de la population mondiale serait affecté de claustrophobie sévère, mais seulement un petit pourcentage d'entre eux reçoivent un traitement pour soigner ce trouble.

## Symptômes
La claustrophobie posséderait deux symptômes clés : la peur d'être restreint et la peur de suffoquer. Un individu claustrophobe montrerait souvent, mais pas toujours, des signes dans les pièces suivantes : petites salles, salles fermées à clé, ascenseurs, voitures, trains, tunnels, mines, prisons, escalators, métros souterrains, caves, avions et zones confinées.
Cependant, un claustrophobe n'est pas forcément effrayé par l'endroit en lui-même, mais il a plutôt peur de ce qui pourrait lui arriver s'il était coincé à cet endroit. Souvent, lorsqu'il est confiné, l'individu a la sensation de manquer d'air et de ne plus pouvoir respirer.
La plupart des claustrophobes retirent leurs vêtements, pensant que cela minimisera les symptômes. Si plusieurs de ces symptômes précédemment cités apparaissent en même temps, il existe un risque de crise de panique. Cependant, les individus font leur possible pour éviter ces types de situations.

## Causes
La peur des espaces confinés est une phobie. Les individus claustrophobes qui se découvrent eux-mêmes dans une salle sans fenêtre savent qu'ils ne sont pas en danger, cependant ils seront effrayés, possiblement terrifiés à l'idée d'être incapable d'en sortir, et un bon nombre d'entre eux ne connaissent pas la cause de cette idée. La cause exacte de la claustrophobie est inconnue, mais il existe plusieurs théories[source insuffisante].

### Amygdale

La structure indiquée en rouge est l'amygdale.

L'amygdale est l'une des plus petites structures du cerveau humain, mais de loin l'une des plus puissantes. L'amygdale conditionne la peur ou la raison de la réponse combat-fuite. Une réponse combat-fuite est générée, lorsqu'un stimulus est associée à une situation de danger.

### Conditionnement classique
La claustrophobie se développe lorsque les espaces confinés sont psychologiquement synonymes de danger imminent[source insuffisante]. Elle est la conséquence d'une expérience traumatisante vécue durant l'enfance, bien que les symptômes peuvent apparaître à n'importe quel moment dans la vie d'un individu. Une telle expérience peut se produire une ou plusieurs fois pour marquer l'esprit. La majorité des claustrophobes, participants à une étude menée par Lars-Göran Öst, ont rapporté que leur phobie s'était « développée lors d'un conditionnement[source insuffisante]. » Dans la plupart des cas, la claustrophobie semble être le résultat d'une expérience auparavant vécue.

### Phobie préparée
Il existe une recherche suggérant que la claustrophobie n'est pas totalement une phobie acquise ou classiquement conditionnée. Elle n'est pas forcément une peur innée, mais plutôt ce qui est nommé une « phobie préparée ». Selon Erin Gersley, dans son ouvrage intitulé Phobias: Causes and Treatments, les humains sont génétiquement prédisposés à la peur. La claustrophobie pourrait tomber dans cette catégorie entre autres à cause de sa « large répartition[source insuffisante]. »

## Traitements
La thérapie cognitive est un traitement efficace pour la plupart des troubles anxieux.

## Dans la culture populaire
- Charlie Cutter dans Uncharted 3 : L'Illusion de Drake.
- Tornade dans X-Men.
- Adrian Monk dans Monk.
- Robert Langdon dans Anges et Démons et Da Vinci Code.
- The Descent et The Descent: Part 2.
- Michael Scofield dans Prison Break.
- Poseidon.
- Bella Swan dans Twilight.
- Les jumeaux John et Philippa Gaunt dans Les Enfants de la lampe magique.
- Buried
- Ils
- Jill Pole dans Le Monde de Narnia.
- Minka Mark dans le dessin animé Littlest Pet Shop (2012) saison 1 épisode 9, à 8 minutes et 6 secondes.
- Shaé dans L'Autre, trilogie faisant partie de la saga Ewilan de Pierre Bottero.
- L'épisode 9 de la saison 24 dans  Alerte Cobra porte le nom de la phobie comme titre
- Tobias Eaton, dit “Quatre”, dans la saga Divergent.